# 李知禹
李知禹（： Lee Ji Woo，2005年10月24日—），是一名韓國女歌手，現為Modhaus旗下女團tripleS的成員，同時也是tripleS分隊+(KR)ystal Eyes、Acid Eyes、EVOLution、Aria的成員，在隊內擔當主唱、
副Rapper。

## 演藝生涯

### 出道前
曾為SM娛樂、JYP娛樂（演員部）、YG娛樂、FNC娛樂、POCKETDOL STUDIO的練習生。

### 2021年
2021年，出演WHYNOT網路劇《I:LOVE:DM》。
2021年11月28日，參加MBC女團選秀節目《放學後的心動》，也是節目概念模特兒、預告片主角，在第十一集淘汰，最終排名第18名。

### 2022年至今：於tripleS出道
2022年6月1日，女團tripleS公開李知禹為團體的第3位成員，編號為S3。

## 音樂作品
— 所屬團體之作品請參閱 tripleS#音樂作品。

## 媒體作品
— 所屬團體之作品請參閱 tripleS#媒體作品。

## 獎項與榮譽
— 所屬團體之獎項請參閱 tripleS#獎項與榮譽。

## 影視作品

### 網路劇
| 年份   | 播放平台 | 作品      | 角色   | 性質 |
| ------ | -------- | --------- | ------ | ---- |
| 2021年 | WHYNOT   | I:LOVE:DM | 李知禹 | 主演 |

### 綜藝節目
| 年份          | 日期                         | 電視台 | 節目名稱            | 集數 | 備註               |
| ------------- | ---------------------------- | ------ | ------------------- | ---- | ------------------ |
| 2021年-2022年 | 2021年11月28日—2022年2月27日 | MBC    | 《放學後的心動》    | 12   | 在第十一集遭到淘汰 |
| 2023年        | 6月13日—8月15日              | Mnet   | 《Queendom Puzzle》 | 10   | 在第十集遭到淘汰   |

## 外部連結
個人
- 李知禹的Instagram帳戶

團體
- tripleS官網
- tripleS的X（前Twitter）
- tripleS的Instagram帳戶
- YouTube上的tripleS頻道